# NGC 4078
NGC 4078 (również NGC 4107, PGC 38238 lub UGC 7066) – galaktyka soczewkowata (S0), znajdująca się w gwiazdozbiorze Panny.
Odkrył ją Heinrich Louis d’Arrest 17 kwietnia 1863 roku. 23 marca 1865 roku obserwował ją ponownie, lecz ponieważ obliczone przez niego pozycje z obu obserwacji się różniły (jak się później okazało, ta z 1863 roku miała błąd rektascensji wielkości dwóch minut), uznał, że to nowo odkryty obiekt. John Dreyer skatalogował obie te obserwacje jako, odpowiednio, NGC 4107 i NGC 4078.